# Військова частина
Військо́ва части́на (скорочення в/ч) — основна військова одиниця постійної організації в збройних силах, що організаційно може входити до складу більшої військової частини або з'єднання.
Під поняттям «частина» найчастіше маються на увазі полк або бригада. Зовнішніми ознаками частини є: наявність власного діловодства, військового господарства, поточного рахунку в органах казначейства, поштової і телеграфної адреси, власної гербової печатки, таємного та нетаємного діловодства, права командира віддавати письмові накази, закритого (25 повітряно-десантна бригада) і відкритого (в/ч А1126) загальновійськового номерів. Тобто, частина має достатню автономність.
Наявність бойового прапора для частини не є обов'язковою.
Окрім полку та бригади частинами можуть бути штаби з'єднань, об'єднань, окремі структурні підрозділи Міністерства оборони, родів, видів збройних сил, наприклад: Управління кадрів Міністерства оборони, Головне управління розвідки Міністерства оборони України, штаб дивізії, штаб корпусу, штаб армії, штаб округу, а також інші військові організації (армійський госпіталь, гарнізонна поліклініка, окружний продовольчий склад, ансамблі пісні і танцю округу, гарнізонний будинок офіцерів, центральна школа молодших фахівців, військове училище, військовий інститут тощо).
У ряді випадків статус частини зі всіма її зовнішніми ознаками можуть мати формування, які належать до підрозділів. Частинами можуть бути батальйон, рота і навіть іноді взвод. Такі формування до складу полків або бригад не входять, а безпосередньо, як самостійна військова частина, на правах полку або бригади можуть входити до складу як дивізії, так і корпусу, армії, фронту, округу і навіть безпосередньо підпорядковуватися Генеральному штабу.
Такі формування також мають свій відкритий та закритий номери. Наприклад, 650 окремий переправно-десантний батальйон, 1257 окрема рота зв'язку, 65 окремий взвод радіотехнічної розвідки. Характерною ознакою таких частин є слово «окремий», що стоїть після цифр перед найменуванням. Втім і полк може мати в найменуванні слово «окремий». Це в тому випадку, якщо полк не входить до складу дивізії, а входить безпосередньо до складу армії (корпусу, округу, фронту). Наприклад, 120 окремий полк гвардійських мінометів.

## В Україні
Українське законодавство надає наступне визначення: «Військова частина — типова організаційна одиниця, що утримається на окремому штаті і призначається для виконання визначених завдань самостійно або у складі організаційної структури вищого рівня. Під військовими частинами тут і далі розуміють органи військового управління, з'єднання, військові частини, військові кораблі (екіпажі), військові навчальні заклади та установи». Військова частина є юридичною особою.

## Стандарти номерів в/ч у пострадянських країнах
| Країна   | Тип сил             | Порядок коду                       | Приклад |
| -------- | ------------------- | ---------------------------------- | ------- |
| Росія    | збройні сили        | 5 цифр                             | 28376   |
| Росія    | внутрішні війська   | 4 цифри                            | 2837    |
| Україна  | збройні сили        | 1 кирилична літера та чотири цифри | А0104   |
| Україна  | національна гвардія | 4 цифри                            | 2837    |
| Білорусь | збройні сили        | 5 цифр                             | 37615   |
| Білорусь | внутрішні війська   | 4 цифри                            | 2837    |